# 浙江越剧团
浙江越剧团，成立于1952年5月，是中国著名的越剧演出团体，位于浙江杭州，是中国最早实行男女合演的越剧团。

## 历史
1952年5月，浙江越剧团成立。
1983年，建立浙江越剧院，设一团、三团。
1990年9月，浙江越剧院所属的一团与三团合并为浙江越剧团。
1995年，浙江越剧院、浙江越剧团合并。

## 艺术作品

### 越剧
浙江越剧团是中国目前少数实行男女合演的越剧剧团，在越剧男女合演方面做了许多探索。
主要越剧作品有《乾嘉巨案》、《柳玉娘》、《一鸟九命》、《三篙恨》(花烛泪)、《孔乙己》、《九斤姑娘》、《牡丹亭》等。

### 越剧电视剧
主要拍摄的越剧电视剧有《汉武之恋》、《巧凤》、《一鸟九命》、《天之骄女》、《陈三两》等。

## 著名人物

### 演员
主要演员有姚水娟、张伟忠、李海明、华渭强、周云娟、钱爱玉、舒锦霞、王滨梅、廖琪瑛等。

## 引用资料
1. ↑  .   [2009-03-28]. （原始内容存档于2016-03-04）.
2. ↑  .   [2009-03-28]. （原始内容存档于2016-03-04）.
3. ↑  浙江越剧团《九斤姑娘》有特色 [永久]
4. ↑  .   [2009-03-28]. （原始内容存档于2016-03-04）.
5. ↑  .   [2009-03-28]. （原始内容存档于2016-03-04）.